# Mustela
Belettes
Pour la marque du même nom, voir Mustela (marque).
Pour les articles homonymes, voir Belette (homonymie).
Genre
Mustela est un genre de Mustélidés qui comprend l'ensemble des « belettes » (mustela signifiant belette en latin). C'est-à-dire les belettes d'Europe et d'ailleurs, mais aussi les hermines, les putois, les furets et certains visons.

## Classification
Ce genre a été décrit pour la première fois en 1758 par le naturaliste suédois Carl von Linné (1707-1778).
Le Vison d'Amérique, traditionnellement inclus dans ce genre comme Mustela vison, est désormais classé en tant que Neovison vison dans un nouveau genre : Neovison Baryshnikov & Abramov, 1997. Il en est de même pour le Vison de mer, une espèce éteinte vers 1870 qui était connue comme Mustela macrodon, classée désormais en tant que Neovison macrodon.

## Espèces
Espèces actuelles, selon Mammal Species of the World (version 3, 2005)  (8 septembre 2013), ITIS (8 septembre 2013), Catalogue of Life (8 septembre 2013), et Mammal Diversity Database :
| Sous-genre               | Image | Nom scientifique                              | Nom vernaculaire                                                                          | Répartition |
| ------------------------ | ----- | --------------------------------------------- | ----------------------------------------------------------------------------------------- | --- |
| Mustela Les « Belettes » |       | Mustela altaica Pallas, 1811                  | Belette de montagne ou belette alpine                                                     | Asie du Nord et Asie du Sud                                                                                        |
| Mustela Les « Belettes » |       | Mustela aistoodonnivalis Wu & Kao, 1991       |                                                                                           | Shaanxi et Sichuan (Chine)                                                                                         |
| Mustela Les « Belettes » |       | Mustela erminea Linnaeus, 1758                | Hermine                                                                                   | Europe, Asie du Nord Canada arctique et Alaska (États-Unis) Asie du Sud (introduite) Nouvelle-Zélande (introduite) |
| Mustela Les « Belettes » |       | Mustela kathiah Hodgson, 1835                 | Belette à ventre jaune ou cataquil                                                        | Asie du Sud |
| Mustela Les « Belettes » |       | Mustela nivalis Linnaeus, 1766                | Belette d'Europe                                                                          | Europe, Afrique du Nord, Asie du Nord Amérique du Nord Asie du Sud (introduite) Nouvelle-Zélande (introduite)      |
| Mustela Les « Belettes » |       | Mustela richardsonii Bonaparte, 1838          | Hermine d'Amérique                                                                        | Amérique du Nord (hors Alaska et zones arctiques), est du Nunavut et île de Baffin                                 |
| Lutreola Les « visons »  |       | Mustela itatsi Temminck, 1844                 | Vison du Japon, Belette du Japon, Itatsi                                                  | Japon, anciennement île de Sakhaline (Russie)                                                                      |
| Lutreola Les « visons »  |       | Mustela lutreola (Linnaeus, 1761)             | Vison d'Europe                                                                            | Europe |
| Lutreola Les « visons »  |       | Mustela lutreolina Robinson & Thomas, 1917    | Belette d'Indonésie                                                                       | Asie du Sud-Est |
| Lutreola Les « visons »  |       | Mustela nudipes Desmarest, 1822               | Belette malaise ou putois à pieds nus                                                     | Asie du Sud-Est |
| Lutreola Les « visons »  |       | Mustela sibirica Pallas, 1773                 | Belette de Sibérie ou vison sibérien                                                      | Europe et Asie du Nord Asie du Sud                                                                                 |
| Lutreola Les « visons »  |       | Mustela strigidorsa Gray, 1853                | Putois à dos rayé                                                                         | Asie du Sud |
| Putorius Les « putois »  |       | Mustela eversmanii Lesson, 1827               | Putois des steppes                                                                        | Europe du Sud-Est, Asie du Nord Asie du Sud.                                                                       |
| Putorius Les « putois »  |       | Mustela furo Linnaeus, 1758                   | Furet (Considéré comme une espèce distincte par certains auteurs)                         | Espèces élevée à l’état domestique dans le monde entier.                                                           |
| Putorius Les « putois »  |       | Mustela putorius Linnaeus, 1758               | Putois (Le furet, est considéré comme une sous espèce désignée sous le nom de M. p. furo) | Europe, Afrique du Nord (monts de l'Atlas), Asie du Nord.                                                          |
| Putorius Les « putois »  |       | Mustela nigripes (Audubon & Bachman, 1851)    | Putois à pieds noirs                                                                      | Amérique du Nord.                                                                                                  |
| Putorius Les « putois »  |       | Mustela frenata Liechtenstein, 1831           | Belette à longue queue                                                                    | Amérique du Nord, Amérique centrale et Amérique du Sud                                                             |
| Putorius Les « putois »  |       | Mustela subpalmata Hemprich & Ehrenberg, 1833 | Belette d'Égypte                                                                          | Vallée du Nil (Égypte, Soudan)                                                                                     |

1 La division « Europe et Asie du Nord » exclut la Chine.